# Mjönäs, Kristianstads kommun
Mjönäs är en småort i Vånga socken i Kristianstads kommun i Skåne län, belägen strax norr om Arkelstorp vid sjön Immeln.

## Befolkningsutveckling
| Befolkningsutvecklingen i Mjönäs 1990–2015 | Befolkningsutvecklingen i Mjönäs 1990–2015 | Befolkningsutvecklingen i Mjönäs 1990–2015 | Befolkningsutvecklingen i Mjönäs 1990–2015 | Befolkningsutvecklingen i Mjönäs 1990–2015 |
| ------------------------------------------ | ------------------------------------------ | ------------------------------------------ | ------------------------------------------ | ------------------------------------------ |
|                                            |                                            |                                            |                                            |                                            |
| År                                         |                                            |                                            | Folkmängd                                  | Areal (ha)                                 |
| 1990                                       | 1990                                       |                                            | 98                                         | 45#                                        |
| 1995                                       | 1995                                       |                                            | 70                                         | 47#                                        |
| 2000                                       | 2000                                       |                                            | 66                                         | 48#                                        |
| 2005                                       | 2005                                       |                                            | 63                                         | 48#                                        |
| 2010                                       | 2010                                       |                                            | 61                                         | 48#                                        |
| 2015                                       | 2015                                       |                                            | 74                                         | 57#                                        |
| Anm.: # Som småort.                        |                                            |                                            |                                            |                                            |

## Näringsliv
I Mjönäs finns VVS-företaget AB Mjönäs Rör och Smide.

## Idrott
Här finns två fotbollsplaner, en grusplan och en gräsplan, där VMA IK (Vånga Mjönes Arkelstorp Idrottsklubb) spelar. Numera är enbart gräsplanen i bruk.